# Enrique Giménez-Reyna
Enrique Giménez-Reyna Rodríguez (Málaga, 1949-2023 fue un abogado y político español.

## Biografía
Tras licenciarse en Derecho por la Universidad de Granada en 1971, aprueba, en 1974, las oposiciones de inspectores de finanzas del Estado, accediendo, por tanto, a la condición de funcionario. Asimismo, ejerce la docencia en la asignatura de Derecho Financiero en  el Colegio Universitario María Cristina de San Lorenzo de El Escorial y ejerce la abogacía entre 1986 y 1996 en Madrid y Málaga. 
En la Administración del Estado pasa por los cargos de subdirector general de Tributos Locales (1981-1986) y director general de Coordinación con las Haciendas Territoriales (1996-1997) y director general de Tributos del Ministerio de Economía y Hacienda (1997-2000).
El 5 de mayo de 2000, siendo ministro de Hacienda Cristóbal Montoro, es nombrado secretario de Estado de Hacienda. Durante su mandato, se produce el denominado escándalo de corrupción de Gescartera. Su hermana Pilar presidía esta Agencia y fue acusada, procesada y condenada por apropiación indebida de fondos. A la vista de la magnitud del escándalo, Enrique Giménez-Reyna presentó su dimisión como secretario de Estado de Hacienda el 21 de julio de 2001. El 24 de septiembre de ese año fue llamado a declarar en calidad de imputado por la jueza Teresa Palacios. En la Comisión de investigación del Congreso de los Diputados, Enrique declaró haber propiciado encuentros entre su hermana y la presidenta de la Comisión Nacional del Mercado de Valores, Pilar Valiente, negando sin embargo, injerencias o presiones en favor de Gescartera. En 2005 la jueza Palacios exculpó a Giménez-Reyna al no hallar indicios de delito.
Actualmente se dedica al ejercicio de la abogacía.